# Гемагглютинин

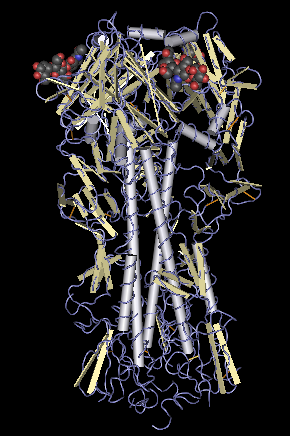
Молекула гемагглютинина вируса гриппа.

Гемагглютинин — любое вещество, вызывающее гемагглютинацию (реакцию агглютинации эритроцитов крови).

## Примеры
- Гемагглютинин вируса гриппа
- Гемагглютинин вируса кори
- Parainfluenza hemagglutinin-neuraminidase
- Mumps hemagglutinin-neuraminidase
- Phytohaemagglutinin

## Гемагглютинин вируса гриппа
Одним из примеров гемагглютинина является поверхностный белок вируса гриппа, обеспечивающий способность вируса присоединяться к клетке-хозяину. Видовую специфичность рецептора определяет тип связи N-ацетилнейраминовой кислоты с галактозой (альфа2-3 или альфа2-6). Переключение рецепторной специфичности с альфа2-3 (у птиц) на альфа2-6 (у человека) является главным механизмом адаптации вируса к человеческой популяции. Основные иммуногенные детерминанты располагаются на поверхности вириона в структуре гемагглютинина, индуцируют в организме образование нейтрализующих антител и кодируются в четвёртом сегменте вирионной РНК вируса гриппа.
Антитела к гемагглютинину обеспечивают основной иммунитет против вируса.
По антигенным вариантам поверхностных гликопротеидов гемагглютинина (Н) и нейраминидазы (N) выделяют подтипы вируса гриппа A. Вирусы, вызывающие грипп у человека, имеют три основных антигенных подтипа гемагглютинина (Н1, Н2 и НЗ). Два варианта гемагглютинина, которые ранее считались подтипами Н0 и Hsw1, сейчас признают вариантами подтипа Н1. Отдельные штаммы обозначают по географическому происхождению, порядковому номеру штамма, году выделения и подтипу вируса, например: вирус гриппа A/Йоханнесбург/33/94 (H3N2).
Штаммы вирусов гриппа В и С обозначают так же, но подтипы вируса не выделяют, так как вариантов антигенов Н и N у них значительно меньше.
Гемагглютинин вируса гриппа представляет собой тример, построенный из двух различных по структуре участков: трехнитчатой закрученной в спираль конструкции из a-спиралей, отстоящей на 7,6 нм от мембраны, и глобулярного участка антипараллельной b-поверхности, которая содержит сайт связывания рецептора. Вирус использует гемагглютинин для присоединения к молекуле сиаловой кислоты, экспрессированной на поверхности клетки-мишени, что приводит его эндоцитозу — втягиванию вируса внутрь клетки вместе с участком её мембраны, преобразующимся в вакуоль. Внутренние механизмы клетки закисляют содержимое вакуоли (повышают в ней содержание ионов водорода), что служит для вируса сигналом, что он находится внутри вакуоли. В этом случае гемагглютинин вируса резко меняет свою конформацию; участки гемагглютинина, ответственные за присоединение к сиаловой кислоте, отходят в стороны, и в дело вступают участки, скрепляющие капсид вируса с мембраной вакуоли, что в дальнейшем вызывает их разрыв и выход генетического материала вируса внутрь клетки-мишени.